# Кідус
Кі́дус, або кі́дас — міжвидовий гібрид між двома видами роду куна (Martes): соболем (Martes zibellina) і куною лісовою (Martes martes)
Такі гібриди часто реєструють в зоні перекривання ареалів соболя (Martes zibellina) і куни лісової (Martes martes). Переважна більшість реєстрацій кідусів відноситься до району Уральських гір, зокрема й до басейну річки Печора.
Гібриди є помітно більшими за батьківські види. Гібрид подібний до соболя, але має горлову пляму, як у куниці, а хвіст довший, ніж у соболя, з грубим хутром і масивною головою.
Гібриди виявлені у природі і багаторазово отримані при вольєрному розведенні тварин.
Особливістю цих гібридів є те, що вони формуються переважно (можливо й виключно) внаслідок парування самців соболя з самицями куниці. При цьому фертильними є лише гібридні самці, і при тому тільки з самками куниць.

## див. також
- Гібриди ссавців

## джерела
- Кидус, лесная куница, харза, каменная куница // uahunter.com.ua - Украинский Сервер Охотника [Архівовано 12 лютого 2012 у Wayback Machine.]
- Словник Українського мисливця / М. П. Рудишин Б. І. Колісник Є.П.Авдєєнко[недоступне посилання з липня 2019]